# گونتر هارتمان
گونتر هارتمان (انگلیسی: Gunther Hartmann؛ زادهٔ ۷ دسامبر ۱۹۶۶) داروشناس، و استاد دانشگاه متخصص ایمونولوژیست و داروساز اهل آلمان است و از سال ۲۰۰۷ تاکنون مدیر مؤسسه شیمی بالینی و داروسازی بالینی در بیمارستان دانشگاهی دانشگاه بن بود.

## حرفه
در سال ۱۹۸۶، هارتمان از دبیرستان کاتولیک کالج Salvator در Bad Wurzach فارغ‌التحصیل شد و سپس تحصیلات پزشکی خود را در دانشکده پزشکی دانشگاه اولم آغاز کرد. وی مدرک پزشکی خود را در سال ۱۹۹۴ از گروه ژنتیک به دست آورد
در سال ۱۹۹۸، او به عنوان محقق به آزمایشگاه آرتور کریگ در دانشگاه آیووا پیوست. سپس در سال ۲۰۰۱، وی مدرک مهارپذیری خود را در فارماکولوژی بالینی در LMU مونیخ به پایان رساند.